# Chymomyza
Chymomyza is een vliegengeslacht uit de familie van de Fruitvliegen (Drosophilidae).

## Soorten
- C. aldrichii Sturtevant, 1916
- C. amoena (Loew, 1862)
- C. caudatula Oldenberg, 1914
- C. costata (Zetterstedt, 1838)
- C. coxata Wheeler, 1952
- C. distincta (Egger, 1862)
- C. fuscimana (Zetterstedt, 1938)
- C. olympia Wheeler, 1960
- C. procnemis (Williston, 1896)
- C. procnemoides Wheeler, 1952
- C. wirthi Wheeler, 1954